# Домашній комп'ютер

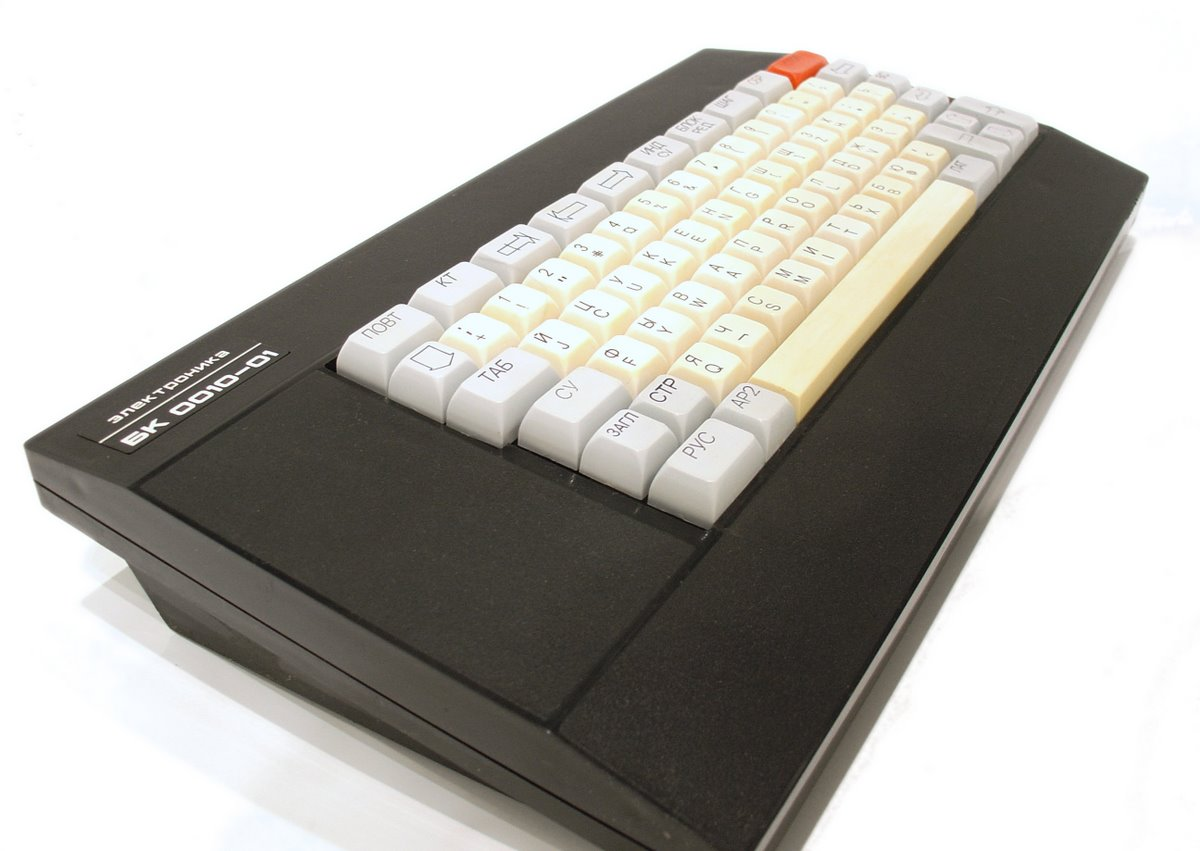
Побутовий комп'ютер БК-0010

Побутовий (домашній) комп'ютер — комп'ютер, що використовується в домашніх умовах. Термін побутовий комп'ютер застосовувався до порівняно дешевих мікрокомп'ютерів, які з'явилися на ринку в 1977 році і отримали широке поширення в 80-ті роки XX ст.
Побутові комп'ютери стали доступними для широкого використання з початком масового виробництва мікропроцесорів, а також мікросхем великого ступеня інтеграції, що привело до значного зменшення розмірів комп'ютерів та їх сильного здешевлення — це дозволило використовувати комп'ютери в домашніх умовах. З ростом кількості IBM PC-сумісних комп'ютерів, термін «побутовий (домашній) комп'ютер» був витіснений терміном «персональний комп'ютер» (ПК).

## Історія

### Витоки
Після успіху випущеного Apple Computer в 1977 році комп'ютера Apple II, ринок «домашніх комп'ютерів» наприкінці 1970-х — на початку 1980-х був заповнений комп'ютерами різних типів. Серед них зустрічалися і такі екзотичні, як Jupiter ACE, операційна система якого використовувала мову програмування Forth. Деякі з них, такі як BBC Micro та Commodore 64, мають шанувальників досі.
Поява в серпні 1981 року IBM PC (в IBM дали йому назву «IBM 5150») привело до домінування IBM PC-сумісних персональних комп'ютерів і нових поколінь ігрових приставок. У відповідь Apple Computer в 1984 році випустила новий домашній комп'ютер Apple Macintosh.

### Технічні особливості
Більшість побутових комп'ютерів кінця сімдесятих — початку вісімдесятих років XX ст. мали виконання у форм-факторі клавіатури-моноблока, який містив всі електронні компоненти, мали змогу відображали 20—40 колонок символів у текстовому режимі на звичайному телевізорі. Багато домашніх комп'ютерів як засоби для збереження програм і даних використовували широко поширені магнітофонні аудіокасети, оскільки дисководи в той час були дуже дорогі, особливо в Європі (часто дисковод коштував дорожче самого комп'ютера, так як мав складнішу конструкцію і, відповідно, був дорожчий у виробництві). Зрештою, низька ціна для споживача була важливішою і дозволяла збільшити кількість людей, що купують комп'ютер вперше, причому як основний покупець розглядалася сім'я з дітьми шкільного віку.
Домашні комп'ютери мали власну операційну систему (ОС), частиною якої був інтерпретатор мови програмування BASIC), записаний в одній чи декількох мікросхемах постійної пам'яті. Найпоширенішим програмним забезпеченням для домашніх комп'ютерів були комп'ютерні ігри та текстові процесори.
Побутові комп'ютери базувалися, головним чином, на 8-розрядних процесорах, типовими представниками яких є процесор MOS6502 виробництва MOS Technology та Zilog Z80.

## Епохальні побутові комп'ютери

### 1970-ті роки
- Червень 1977 року: Apple II (Північна Америка) — багатоколірний графічний режим, вісім слотів розширення.
- Серпень 1977: Tandy Radio Shack TRS-80 (Північна Америка) — перший домашній комп'ютер, що коштував менше $600.
- Грудень 1977 року: Commodore PET (Північна Америка) — перший комп'ютер, в комплект поставки якого входили клавіатура, монітор, накопичувач на магнітній стрічці (спеціальний магнітофон).
- 1979 рік: Atari 400/800 (Північна Америка) — перший комп'ютер з набором спеціалізованих мікросхем і програмованим відеопроцесором.

### 1980-ті роки
- 1980 рік: Sinclair ZX80 — перший домашній комп'ютер з ціною менше 100 англійських фунтів.
- 1980 рік: Commodore VIC-20 (Північна Америка) — ціна нижче $300; перший комп'ютер у світі, продажі якого подолали мільйонний рубіж.
- 1980 рік: TRS-80 Color Computer (Північна Америка) — заснований на процесорі Motorola 6809, використана багатокористувацька і багатозадачна операційна система OS-9.
- Червень 1981: Texas Instruments TI-99/4A (Північна Америка) — перший домашній комп'ютер з 16-розрядним процесором Texas Instruments TMS9900.
- Серпень 1981: IBM PC (Північна Америка) — предок усіх нині існуючих апаратно IBM PC-сумісних платформ. Оригінал називався IBM 5150. Був створений групою з 12 інженерів і конструкторів під керівництвом Дона Естріджа[en] у флоридському підрозділі компанії IBM — Entry Systems.
- 1981 рік: Sinclair ZX81 (Європа) — коштував 49,95 англійських фунтів у вигляді набору для самостійного збирання; 69,95 фунтів — зібраний і готовий до використання; в США з'явився на ринку як Timex Sinclair 1000 в 1982 році.
- 1981 рік: BBC Micro (Європа) — протягом усього десятиліття був основним комп'ютером в сфері освіти у Великій Британії; розвинена версія мови Бейсик для цього комп'ютера (BBC BASIC) включала в себе мову асемблера для процесора MOS Technology 6502.
- Квітень 1982 рік: ZX Spectrum (Європа) — самий продаваний англійський комп'ютер.
- Серпень 1982: Commodore 64 (C64) (Північна Америка) — самий продаваний комп'ютер всіх часів і народів: продано понад 20 мільйонів машин.
- 1983 рік: MSX (Японія) — стандарт на архітектуру, розроблений ASCII та Microsoft і заснований на процесорі z80; комп'ютери цього стандарту випускалися різними компаніями.
- Листопад 1983: з'явився перший IBM PC-сумісний домашній комп'ютер IBM PCjr (PC junior), не отримав широкого поширення. Його клон — Tandy 1000 — був успішнішим.
- Січень 1984: Apple Macintosh (Північна Америка) — перший домашній комп'ютер з маніпулятором типу «миша», повністю з графічним інтерфейсом, перший 16/32-разрядний.
- 1984 рік: Amstrad CPC та PCW (Європа) — британський стандарт до появи IBM PC; наступний по продажам після C64 в Німеччині.
- 1985 рік: Atari ST (Північна Америка) (перший домашній комп'ютер з вбудованим MIDI-інтерфейсом; також перший комп'ютер з 1 мегабайтом оперативної пам'яті вартістю менше $1000)
- Липень 1985: Commodore Amiga (Північна Америка) — оригінальний чипсет для обробки і виведення графіки і звуку; багатозадачна операційна система AmigaOS.
- 1987 рік: Acorn Archimedes (Європа) — заснований на потужному 32-розрядному мікропроцесорі розробки Acorn — ARM; найпотужніший домашній комп'ютер у своєму класі на момент появи.

### 1990-ті роки
- 1990 рік: IBM PS/1 — серія домашніх комп'ютерів фірми IBM.
- 1992 рік: Amiga 1200 — початок випуску найпопулярнішої недорогої моделі Amiga.
- 1994 рік: Amiga 4000T — наступна популярна модель Amiga.
- 1994 рік: IBM Aptiva — перший комп'ютер серії Aptiva.

### 2000-ні роки
- 2001 рік: IBM заявила про припинення випуску IBM Aptiva і відхід з ринку домашніх комп'ютерів.

## Побутові комп'ютери в СРСР

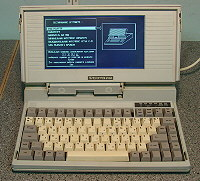
Електроніка МС 1504

У Радянському Союзі першим серійним побутовим комп'ютером для домашнього застосування вважається розроблений в 1985 році комп'ютер «Електроніка БК-0010», виконаний на основі 16-розрядного мікропроцесора К1801ВМ1. Згодом комп'ютер був модифікований — в 1990 році випущена модель БК-0011, а пізніше — БК-0011М. Для цих машин ентузіастами створено величезну кількість різного програмного забезпечення (включаючи операційні системи) і периферійного обладнання.
Ентузіастами були зроблені спроби в розробці власних комп'ютерів, перший з яких з'явився 1983 року. «Мікро-80» — радянський аматорський 8-розрядний мікрокомп'ютер на основі мікропроцесора К580ИК80, принципова схема і докладні інструкції по збірці якого (комп'ютера, а не процесора) були опубліковані в журналі «Радіо» в 1983 році. Через складності в збірці, а також через відсутність у вільному продажі необхідних мікросхем, комп'ютер не отримав широкого розповсюдження. Наступним був «Радіо 86РК», схема якого була опублікована в журналі «Радіо» в 1986 році. Він був простішим у збиранні, мікросхеми можна було придбати, і він був програмно сумісний з «Мікро-80». Ця машина стала по-справжньому масовою, що практично відразу привело до появи клонів, повністю або частково сумісних з базовою моделлю. Програмне забезпечення створювалося самими користувачами. Від своїх західних аналогів клони «Мікро-80»/«Радіо 86РК» відрізнялися відсутністю графічного режиму і монохромним зображенням.
Першим серійним персональним комп'ютером в СРСР (1984 рік) стала ПЕОМ «Агат» — комп'ютер, обмежено сумісний із Apple II. Цей комп'ютер призначався для впровадження в школи, а оскільки ціна його була досить висока, близько 4000 рублів, як домашній комп'ютер він використовувався дуже рідко.
Був також розроблено досить перспективний комп'ютер Союз-Неон ПК-11/16 на базі 16-розрядного процесора КН1806ВМ2. На жаль, просунуте апаратне забезпечення (зроблене на ексклюзивних чипах, і практично не піддавалося ремонту) не було підтримано програмним забезпеченням, тому цей комп'ютер так і залишився невідомим широким масам.
Справжній бум домашніх комп'ютерів в Радянському Союзі розпочався наприкінці 80-х років XX ст., коли в СРСР з'явилися клони популярного 8-розрядного ZX Spectrum. За винятком мікропроцесора (випуск аналогів якого був освоєний досить швидко), всі комплектуючі були доступні, що дозволило швидко налагодити як серійне виробництво, так і кустарне/любительське збирання. Багато хто з цих клонів настільки просунуті та змінені в порівнянні з оригіналом, що їх ріднить хіба що назва — «Спектрум».
Інші 8-розрядні комп'ютери (Atari, Commodore 64 / Commodore 128) в СРСР зустрічалися нечасто, проте в ігрових клубах, поширених на початку 1990-х, часто використовувалися Atari.
Широке поширення набув 16-розрядний IBM-сумісний комп'ютер Пошук. Випускалися домашні комп'ютери, сумісні з IBM: Асистент-128, Електроніка МС 1502.
32-розрядні ПК Atari в СРСР великого поширення не отримали, їх місце зайняли IBM PC-сумісні машини.
В СРСР не користувалися великою популярністю комп'ютери фірми Commodore International — Commodore 64 та Amiga, головним чином через вартість і неможливості зібрати вручну. Крім того, постачанню Аміги в Радянський Союз заважала та обставина, що процесори Motorola серії 680x0 використовувалися в системах наведення крилатих і балістичних ракет США, через що були включені в список КОКОМ (список обладнання, матеріалів і технологій, постачання яких соціалістичним країнам заборонено).